# Cerfennia variegata
Cerfennia variegata är en insektsart som först beskrevs av Victor Lallemand 1939.  Cerfennia variegata ingår i släktet Cerfennia och familjen Flatidae. Inga underarter finns listade i Catalogue of Life.